# Isar
Az Isar egy folyó Ausztria és Németország területén, a Duna jobb oldali mellékfolyója.

## Nevének eredete
Neve a kelta Isaria szóból származik, melynek jelentése sebes folyó.

## Földrajzi adatok
A folyó Tirolban, az Alpok Karwendel nevű hegységében ered 1160 méter magasan, közel a német határhoz. Közel 20 km megtétele után a folyó német területre lép, és itt főleg észak-északkeleti irányt követve Deggendorfnál torkollik a Dunába. Vízgyűjtő területe 9000 km2, átlagos vízhozama 175 m3 másodpercenként. A hossza 295 km. Miután az 1950-es években felépült a Sylvenstein vízierőmű, lecsökkent a veszélye az áradásoknak a folyón.
A folyó neve Isara volt az ókorban.
Jelentősebb városok az Isar mentén: Bad Tölz, Geretsried, München, Freising, Dingolfing és Landshut.
Mellékfolyói a Loisach, Würm és Amper.

## Érdekességek
Hermann Göring német politikus (aki a II. világháború alatt a nemzetiszocialista munkáspárt és a Luftwaffe vezetője volt) hamvait 1946-ban bekövetkezett halála után az Isar egyik mellékágába szórták bele.